# Ronald Pienkny
Ronald Pienkny (* 26. November 1969 in Perleberg) ist ein deutscher Jurist und war von 2012 bis 2019 Staatssekretär im Justizministerium von Brandenburg.

## Leben
Ronald Pienkny absolvierte eine Ausbildung zum Elektromonteur. Er legte dann die Abiturprüfung ab und nahm 1994 an der Universität Potsdam ein Jura-Studium auf. Er schloss es mit beiden Staatsexamina ab und wurde 2003 mit einer Arbeit zum Kulturgütergesetz der Russischen Föderation promoviert.
Von 2005 bis 2009 war er in Birkenwerder Amtsleiter in der Gemeindeverwaltung. Anschließend trat er in die brandenburgische Landesverwaltung ein und leitete unter Volkmar Schöneburg das Ministerbüro im Justizministerium. Vom 1. November 2012 bis November 2019 amtierte er dort als Staatssekretär. Im Zuge der Bildung des Kabinetts Woidke III wurde Christiane Leiwesmeyer Nachfolgerin von Pienkny auf dem Staatssekretärposten. Nachdem er im März 2021 vom Brandenburger Landtag zum Direktor beim Landesrechnungshof gewählt worden ist, wurde der frühere Staatssekretär am 10. August 2021 zum Mitglied des Landesrechnungshofs Brandenburg ernannt.
Pienkny war seit 2009 Mitglied der Partei Die Linke. Im Juni 2024 verließ er die Partei und ist seit dem parteilos.